# Titularbistum Memphis
Memphis (ital.: Memfi) ist ein Titularbistum der römisch-katholischen Kirche.
Es geht zurück auf ein untergegangenes Bistum der antiken Stadt Memphis in Oberägypten, das der Kirchenprovinz Oxyrhynchos angehörte.
| Titularbischöfe von Memphis |                                                                             |                                                                |                  |                    |
| Nr.                         | Name                                                                        | Amt                                                            | von              | bis                |
| 1                           | Jacobus Wemmers OCarm                                                       | Apostolischer Legat in Äthiopien (Kaiserreich Abessinien)      | 24. April 1645   | 12. September 1645 |
| 2                           | Francisco Suárez de Villegas                                                | Apostolischer Legat in Äthiopien (Kaiserreich Abessinien)      | 9. Dezember 1649 | 17. April 1664     |
| 3                           | Abraham Chasciùr                                                            |                                                                | 27. Juli 1824    | 3. Februar 1826    |
| 4                           | Jan Maurycy Pawel Puzyna de Kosielsko                                       | Weihbischof in Lemberg (Ukraine)                               | 26. Februar 1886 | 22. Januar 1895    |
| 5                           | Giuseppe Barillari                                                          | Koadjutorbischof von Cariati (Italien)                         | 22. Mai 1895     | 25. November 1902  |
| 6                           | Salvatore Frattocchi                                                        | Weihbischof in Orvieto (Italien)                               | 22. Juni 1903    | 24. Januar 1905    |
| 7                           | Antonio Valbonesi                                                           | emeritierter Bischof von Urbania-Sant’Angelo in Vado (Italien) | 4. Mai 1906      | 5. Januar 1934     |
| 8                           | Geoffrey Zaccherini                                                         | emeritierter Bischof von Jesi (Italien)                        | 11. Mai 1934     | 7. Dezember 1938   |
| 9                           | Gioacchino Di Leo                                                           | Weihbischof in Palermo (Italien)                               | 5. Februar 1940  | 18. Februar 1946   |
| 10                          | Paolo Rota                                                                  | Weihbischof in Cremona (Italien)                               | 10. März 1947    | 28. Dezember 1952  |
| 11                          | Heinrich Forer                                                              | Weihbischof in Trient Weihbischof in Brixen (Italien)          | 11. Februar 1956 | 5. Oktober 1997    |
| 12                          | James Michael Harvey seit 29. September 2003 Titularerzbischof pro hac vice | Kurienbischof Kurienerzbischof                                 | 7. Februar 1998  | 24. November 2012  |
| 13                          | Michael Wallace Banach Titularerzbischof pro hac vice                       | Apostolischer Nuntius                                          | 22. Februar 2013 |                    |